# Pangduo
Pangduo (kinesiska: Pangduo Xiang, 旁多, 旁多乡) är en socken i Kina. Den ligger i den autonoma regionen Tibet, i den sydvästra delen av landet, omkring 63 kilometer norr om regionhuvudstaden Lhasa. Antalet invånare är 5 123. Befolkningen består av 2 298 kvinnor och 2 825 män. Barn under 15 år utgör 21,0 %, vuxna 15-64 år 71 %, och äldre över 65 år 6,0 %.
Genomsnittlig årsnederbörd är 794 millimeter. Den regnigaste månaden är juli, med i genomsnitt 243 mm nederbörd, och den torraste är november, med 1 mm nederbörd.